# 영암 축성암 목조나반존자상
영암 축성암 목조나반존자상(靈巖 祝聖庵 木造那畔尊者像)은 대한민국 전라남도 영암군 삼호면 용당리, 축성암에 있는 조선시대의 목불이다. 2000년 12월 13일 전라남도의 문화재자료 제210호로 지정되었다.

## 개요
축성암은 1920년대 일제초기에 창건된 전통사찰로서 목포시에 인접한 해안가에 위치하고 있었다. 그러나 이 일대가 1990년대초 한라조선소 조성단지로 편입되면서 원래 위치에서 남쪽으로 1.5km 떨어진 현 장소로 1994년 이전하였다.
한지에 묵서한 조성발원문(가로 118cm×세로 26cm)에 따르면 1700년(숙종 26) 해남 성도암에서 조성하였음을 알 수 있다. 나반존자상은 소발의 머리에 상호는 원만하며, 눈과 코 입 등이 사실적으로 표현하였고, 수인은 선정인을 취하였다. 표면의 채색은 주로 적색과 녹색이 주류를 이루고 있어 고풍스럽게 보인다. 규모는 총고 46cm, 어깨폭 19.5cm, 무릎폭 22.5cm, 대좌고 11cm이다.
비록 16나한 중의 한 나한이지만 미국의 메트로폴리탄 박물관에 있는 가섭존자상과 함께 조선시대 후기 목조조각 연구의 귀중한 자료로 생각되며, 또한 1700년이라는 절대연대를 밝혀줌으로써 이 시대의 불교조각사 연구에 하나의 기준이 될 것이라는 점에서 가치가 있다.

## 참고 문헌
- 영암축성암목조나반존자상 - 국가유산청 국가유산포털